# Charles Lyell (botanik)
Charles Lyell (7. března 1767 – 8. listopadu 1849) byl skotský botanik a překladatel děl Dante Alighieriho do angličtiny.

## Život
Charles Lyell se narodil 7. března 1767 v Southampton Buildings, v Holbornu v Londýně jako nejstarší syn Charles Lyella z Kinnordy, Forfarshire ve Skotsku, a Mary Beale z West Looe; jeho sestra Anne si vzala Gilberta Heatcotea, důstojníka Royal Navy. Studoval na St Paul's School, Univerzitě v St Andrews a Peterhouse v Cambridgi, kde získal v roce 1791 titul B.A., v roce 1794 titul M.A.
V roce 1813 se stal členem londýnské Linného společnosti v Londýně. Po pobytu v Anglii se v roce 1826 vrátil na panství svých rodičů v Kirriemuir.
11. října 1776 si za ženu vzal Francis Smythovou, s níž měl tři syny a sedm dcer. Nejstarším synem byl geolog Charles Lyell, mladší syn Henry sloužil v britské armádě a nejmladší syn Thomas v Royal Navy.

### Dílo
Lyell se věnoval sběru britských rostlin a zkoumal zejména mechorosty. Objevil mnoho nových druhů, sám je však nepopsal. Popisy lišejníků také přispěl do díla J. E. Smitha English Botany. Korespondoval s vědci jako byli William Jackson Hooker, James Sowerby a Robert Brown.
Charles Lyell se zabýval i středověkou italskou literaturou, především díly Dante Alighieriho, jehož práce La Vita Nuova a Hostina (Il convivio) přeložil do angličtiny. V roce 1835 je i na vlastní náklady vydal ve sbírce The Canzoniere of Dante Alighieri…
Překlady
- The Canzoniere of Dante Alighieri: including the poems of the Vita nuova and Convito. John Murray, London 1835 (online).
- The Poems of the Vita Nuova and Convito of Dante Alighieri. C. F. Molini, London 1842 (online)
- The Lyrical Poems of Dante Alighieri: including the Poems of the Vita Nuova and Convito. William Smith, London 1845 (online).
- Short remarks on the doubts of P. Hardouin. In: Jean Hardouin: Doutes proposés sur l'age du Dante par le P. H. J. Paris 1847 (online).

## Ocenění
Botanik Robert Brown pojmenoval na Lyellovu počest rod Lyellia z čeledi ploníkotvaré (Polytrichaceae). Jeho jméno nese i mech Orthotrichum lyellii a další druhy.